# Lifehouse (album des Who)
Pour les articles homonymes, voir Lifehouse.
Albums de The Who
Tommy
(1969) Who's Next
(1971)
Lifehouse est un projet d'opéra-rock de science-fiction des Who devant faire suite à Tommy. Ce projet est abandonné en faveur d'un album de rock plus classique, Who's Next. Cependant, les morceaux le composant apparaissent sur divers albums et singles des Who, ainsi que dans la discographie solo de Pete Townshend. En 1978, le projet Lifehouse est revisité par John Entwistle sous une forme légèrement différente, puis abandonné ; ce qui en reste est inclus à l'album Who Are You. En 2000, Townshend fait revivre le concept Lifehouse avec le coffret Lifehouse Chronicles et le CD Lifehouse Elements. Le 1er mai 2007, Townshend lance le logiciel en ligne The Lifehouse Method qui permet aux internautes de dessiner un « portrait » musical.

## Concept original
Vers 1969, après la sortie de Tommy, Pete Townshend commence à écrire des chansons plus riches de sens. L'histoire de Lifehouse s'inspire de ses expériences lors de la tournée de Tommy : « Il y a des moments, durant les concerts des Who, pendant lesquels les vibrations deviennent si pures que je croyais que le monde entier est sur le point de s'arrêter, que tout devient comme unifié. » Il pense que le public peut alors « danser jusqu'à l'oubli », leurs âmes quittant leurs corps et se retrouvant dans une sorte de paradis, dans un état d'extase permanent. Si cela n'arrive pas dans les concerts des Who, c'est uniquement parce que le public sait que le spectacle va prendre fin et qu'il faudra se lever et aller travailler le lendemain matin. Ces idées sont directement liées aux écrits du philosophe Hazrat_Inayat_Khan, un musicien soufiste, qui traitent des liens entre les vibrations et les sons et l'esprit humain. Une autre source d'inspiration pour Townshend est Meher Baba, qui prétend être un avatar de Brahman (Dieu).
Le but de Townshend avec Lifehouse est d'écrire de la musique qui s'adapte pour réfléchir la personnalité de l'auditeur. Pour ce faire, il désire adapter ses instruments récemment acquis, des synthétiseurs VCS3 et ARP et un PA quadriphonique, afin de créer une machine capable de générer et combiner des thèmes musicaux personnels à partir d'élément biographiques numérisés, ces composants thématiques devant fusionner pour former un « accord universel ». Pour faciliter ce processus, les Who encourageraient des individus à sortir du public pour trouver un rôle dans la musique.

## Le conceptLifehouse
L'histoire de Lifehouse est à l'origine articulée autour de plusieurs chansons. Elle prend place dans un futur lointain où le rock'n'roll a disparu et où les gens voient le monde à travers des tubes, vivant comme s'ils étaient des programmes de télévision. L'histoire raconte une bataille entre les héros, des sauvages qui utilisent le rock comme une force primitive et vivent dans les bois, et les méchants, des personnes qui distraient le peuple par intraveineuse.
Un très vieux gourou apparaît alors et dit : « Je me souviens du rock. C'était tout à fait stupéfiant, ça faisait vraiment quelque chose aux gens ». Il parle d'une sorte de nirvāna que les gens atteignent en écoutant ce genre de musique. Il décide d'essayer de le recréer pour que cet effet dure éternellement, tirant toute l'humanité de son environnement programmé à travers cet altruisme libéré grâce au rock. La Lifehouse (littéralement « Maison de vie ») est l'endroit où cette musique est jouée, et où les jeunes découvrent le rock comme un puissant catalyseur, une religion, en quelque sorte. Pete Townshend se demande alors : « Pourquoi seulement le simuler ? Pourquoi ne pas essayer de rendre cela vrai ? »
Voici ce qu'il imagine : les Who doivent attirer un public régulier au Young Vic, développer les nouveaux morceaux sur scène et permettre à l'activité commune d'influencer les chansons et leur interprétation. Des individus sortiraient du public pour jouer un rôle dans la musique et le film. Lorsque les concerts deviendront assez forts, ils seront filmés, ainsi que d'autres activités périphériques de la salle de concert. Une trame narrative évoluera à côté de la musique. Si le film terminé doit contenir de nombreux éléments scriptés et filmés, les prises du concerts doivent être authentiques, et fournir la force motrice de la production tout entière.
Townshend travaille sur un scénario complexe dans lequel le profil personnel de chaque spectateur est calculé à partir de son signe astrologique, ses passe-temps, son apparence physique même ; toutes ces caractéristiques devant être entrées dans un ordinateur au même moment, donnant une note unique qui culminerait dans un nirvana de masse, « une sorte de cacophonie céleste » selon les mots de Townshend. Cette idée se base sur les écrits d'Inayat Khan, un musicien soufiste pour qui la matière produit de la chaleur, de la lumière, et du son sous forme de vibrations uniques. En développant l'idée, la musique, qui est composée de vibrations, est la force qui imprègne toute forme de vie. À son plus haut degré, la musique représente le chemin de la restauration, la recherche d'une note universelle parfaite, qui une fois produite amènerait l'harmonie au monde entier.
Si les plans de Townshend sont grandioses, le projet rencontre des problèmes. La salle de concert a son propre calendrier et n'est pas disponible à la même heure chaque nuit, chose que Townshend estime indispensable pour que le groupe se maintienne à un « niveau euphorique ». Comme Townshend le dira plus tard, « le problème fatal [...] était d'être obsédé par l'idée de faire d'un fantasme une réalité plutôt que de laisser le film parler par lui-même ». Son incapacité à traduire les idées qui lui viennent le conduit finalement à faire une dépression nerveuse. Personne, sinon lui, ne comprend réellement le concept qu'est Lifehouse. Kit Lambert, essentiel à la communication entre les membres du groupe, est absent : après que Townshend ait rejeté un script pour une adaptation cinématographique de Tommy, il avait déménagé à New York, blessé et démoralisé. Pour Tommy, Lambert avait servi d' « interprète » à Townshend, expliquant ce qu'il avait en tête aux autres.
Le groupe part produire les chansons chez Glyn Johns, prévoyant un double album. Ils décident finalement d'abandonner la plupart d'entre elles au profit d'un album simple, espérant qu'il soit « plus focalisé » et que son impact soit plus important que ce qu'est devenu le concept Lifehouse. Cet album, Who's Next, sort le 31 juillet 1971 aux États-Unis et le 25 août en Angleterre.
En 1993, Townshend revisite le projet Lifehouse dans son album-concept Psychoderelict, qui inclut des chutes des sessions de Lifehouse et Who's Next. L'histoire de Psychoderelict est celle d'une rock star recluse, attirée hors de sa retraite par une fausse lettre de fan écrite par son manager et une journaliste de presse à scandale, qui finit par donner un concert virtuel rappelant le point d'orgue de Lifehouse.

## Résumé de l'intrigue
Il existe trois intrigues différentes de Lifehouse :

### DansWho's Next
Dans l'album, la pollution est devenue telle que la population doit porter des Lifesuits, des costumes qui peuvent simuler toutes les expériences de telle façon que personne n'a à sortir de chez lui.
Les costumes sont reliés à une vaste unité centrale appelée la Grille (the Grid), similaire à l'Internet actuel, mais qui contient également des tuyaux pour alimenter l'individu en nourriture, gaz soporifique et amusements ; théoriquement, on peut vivre des dizaines de milliers d'existences en un temps très court grâce à la Grille. Celle-ci est contrôlée par un homme nommé Jumbo.
L'histoire commence lorsqu'une famille de fermiers écossais entend parler d'un concert de rock devant avoir lieu à Londres, une sorte de Woodstock apocalyptique. Leur fille, Mary, fugue pour assister au concert. Ils ne portent pas de Lifesuits, étant donné qu'ils sont censés se trouver hors des zones polluées et qu'ils font pousser les récoltes que le gouvernement achète pour nourrir les porteurs de Lifesuits. Le créateur de Lifehouse est Bobby, un pirate informatique qui diffuse clandestiment des publicités pour son concert à la radio. Lors de ce concert, les informations concernant les participants sont recueillies et converties en musique, leur permettant de « trouver leur chanson », littéralement. Le point culminant de l'album se situe au moment où les autorités encerclent la Lifehouse ; la note parfaite jaillit alors de la combinaison des chansons de tous. Les autorités entrent en force et découvrent que tous ont disparu à travers une sorte de Nirvana musical, tout comme ceux qui visionnaient le concert à travers leurs Lifesuits.

### DansWho Are You
Le récit a lieu deux cents ans après les événements décrits dans Who's Next. Il raconte l'histoire d'une autre tentative de concert Lifehouse. Les organisateurs sont aidés par "muso", un culte qui vénère la musique, et détestés par Plusbond, le groupe qui contrôle la Grille et les Lifesuits.

### DansThe Lifehouse Chronicles
Ray et Sally sont des fermiers qui font pousser, comme le dit Sally, « des patates mortes ». Leur fille, Mary, fugue pour rencontrer un pirate dont les publicités radiophoniques pirates la fascinent. Ray part à la recherche de sa fille, rencontrant en chemin Rayboy, lui-même enfant, et son ami imaginaire, le gardien (caretaker).

## Titres
La liste des titres qui suit est celle des Lifehouse Chronicles avec, entre parenthèses, le nom de l'album des Who dans lequel cette chanson est apparue pour la première fois. Les chansons que les Who n'ont jamais jouées sont suivies du symbole « † » entre parenthèses, celles qui sont issues d'un single d'un « ± ». Toutes sont composées par Pete Townshend.
1. Teenage Wasteland (†)
2. Going Mobile (Who's Next)
3. Baba O'Riley (Who's Next)
4. Time Is Passing (Odds and Sods remasterisé)
5. Love Ain't for Keeping (Who's Next)
6. Bargain (Who's Next)
7. Too Much of Anything (Odds and Sods)
8. Music Must Change (Who Are You)
9. Greyhound Girl (Encore Series 2006)
10. Mary (†)
11. Behind Blue Eyes (Who's Next)
12. Baba O'Riley (Instrumental) (†)
13. Sister Disco (Who Are You)
14. I Don't Even Know Myself (Who's Next remasterisé)
15. Put The Money Down (Odds and Sods')
16. Pure and Easy (Odds and Sods)
17. Getting In Tune (Who's Next)
18. Let's See Action (±)
19. Slip Kid (The Who By Numbers)
20. Relay (±)
21. Who Are You (Who Are You)
22. Join Together (±)
23. Won't Get Fooled Again (Who's Next)
24. The Song Is Over (Who's Next)